# Принцеса Монако
«Принцеса Монако» (англ. Grace of Monaco) — кінофільм режисера Олів'є Даана, що вийшов на екрани в 2014 році.

## Зміст
Весь Голлівуд лежав біля її ніг — розкішні вілли, оскарівські прийоми і елегантні чоловіки, але вона вибрала королівський палац, аристократичні бали та благородного принца з маленької країни сусідки Франції. Вона була королевою Голлівуду, але воліла стати Принцесою Монако.

## Ролі
| Актор                | Роль                |
| -------------------- | ------------------- |
| Ніколь Кідман        | Грейс Келлі         |
| Тім Рот              | Реньє III           |
| Пас Вега             | Марія Каллас        |
| Майло Вентімілья     | Руперт Аллен        |
| Паркер Поузі         | -                   |
| Джеральдін Сомервіль | Принцеса Антуанетта |
| Дерек Джекобі        | -                   |
| Френк Ланджелла      | -                   |
| Роджер Ештон-Гріфітс | -                   |
| Ніколас Феррел       | -                   |

## Знімальна група
- Режисер — Олів'є Даан
- Сценарист — Араш Амель
- Продюсер — Араш Амель, Удай Чопра, П'єр-Анж Ле Погам